# Guillermo de Osma y Scull
Guillermo Joaquín de Osma y Scull (24. ledna 1853, Havana – 7. února 1922, Biarritz) byl španělský diplomat, archeolog a politik, ministr financí za vlády Alfonse XIII.

## Kariéra
Po studiu na univerzitách Sorbonne a Oxfordu vstoupil v roce 1877 do diplomatických služeb a zůstal zde až do roku 1891, kdy byl za Konzervativní stranu zvolen do Kongresu. Zde působil až do roku 1918, kdy se stal doživotním senátorem. Byl ministrem financí ve dvou vládách pod vedením Antonia Maura: od 5. prosince 1903 do 16. prosince 1904 a od 25. ledna 1907 do 23. února 1908. Z jeho ministerského působení je zajímavý „zákon o alkoholu a cukru“. Byl také předsedou Consejo de Estado de España a Gentilhombre de cámara con ejercicio. Rovněž byl aktivní jako archeolog; v roce 1916 založil Instituto Valencia de Don Juan. Jeden z městských trhů v jižním Madridu nese jeho jméno.